# Kris Wirtz
Kristofer Wade „Kris” Wirtz (ur. 12 grudnia 1969 w Thunder Bay) – kanadyjski łyżwiarz figurowy, startujący w parach sportowych z żoną Kristy Sargeant. Uczestnik igrzysk olimpijskich (1992, 1994, 1998), wicemistrz czterech kontynentów (1999) oraz dwukrotny mistrz Kanady (1998, 1999). 
Jego starszy brat Paul był łyżwiarzem figurowym oraz trenerem par sportowych. Jego bratankiem jest były łyżwiarz figurowy Sean Wirtz. 
W 1999 roku Wirtz ożenił się ze swoją partnerką sportową Kristy Sargeant z którą ma córkę Brianę (ur. 2002) oraz syna Tylera (ur. 2005). Wspólnie wychowują także córkę Kristy z poprzedniego związku, Triston (ur. 1992), której ojcem jest łyżwiarz figurowy Jason Turner.
Po zakończeniu kariery amatorskiej w 2003 roku wraz z żoną zostali trenerami łyżwiarstwa w Kitchener-Waterloo Skating Club w Waterloo.

## Osiągnięcia

### Z Kristy Sargeant
| Zawody                           | 92–93          | 93–94          | 94–95          | 95–96          | 96–97          | 97–98          | 98–99          | 99–00          | 00–01          |                |                |                |                |                |                |                |                |
| Międzynarodowe                   | Międzynarodowe | Międzynarodowe | Międzynarodowe | Międzynarodowe | Międzynarodowe | Międzynarodowe | Międzynarodowe | Międzynarodowe | Międzynarodowe | Międzynarodowe | Międzynarodowe | Międzynarodowe | Międzynarodowe | Międzynarodowe | Międzynarodowe | Międzynarodowe | Międzynarodowe |
| -------------------------------- | -------------- | -------------- | -------------- | -------------- | -------------- | -------------- | -------------- | -------------- | -------------- | -------------- | -------------- | -------------- | -------------- | -------------- | -------------- | -------------- | -------------- |
| Igrzyska olimpijskie             |                | 10             |                |                |                | 12             |                |                |                |                |                |                |                |                |                |                |                |
| Mistrzostwa świata               |                | 11             |                | 7              | 6              | 7              | 6              | 10             | 8              |                |                |                |                |                |                |                |                |
| Mistrzostwa czterech kontynentów |                |                |                |                |                |                | 2              | 4              | 7              |                |                |                |                |                |                |                |                |
| GP Nations Cup                   |                |                | 4              |                | 4              |                |                |                | 4              |                |                |                |                |                |                |                |                |
| GP Cup of Russia                 |                |                |                |                |                |                |                |                | 5              |                |                |                |                |                |                |                |                |
| GP Skate America                 |                |                |                | 6              |                |                | 2              |                |                |                |                |                |                |                |                |                |                |
| GP Skate Canada International    |                | 7              | 1              |                | 4              | 5              | 4              | 3              |                |                |                |                |                |                |                |                |                |
| GP Trophée Lalique               |                |                |                | 6              |                |                | 4              | 5              |                |                |                |                |                |                |                |                |                |
| Krajowe                          |                |                |                |                |                |                |                |                |                |                |                |                |                |                |                |                |                |
| Mistrzostwa Kanady               | 5              | 2              | 5              | 2              | 2              | 1              | 1              | 2              | 2              |                |                |                |                |                |                |                |                |

### Z Sherry Ball
| Zawody               | 88–89          | 89–90          | 90–91          | 91–92          |                |                |                |                |                |                |                |                |                |                |                |                |                |
| Międzynarodowe       | Międzynarodowe | Międzynarodowe | Międzynarodowe | Międzynarodowe | Międzynarodowe | Międzynarodowe | Międzynarodowe | Międzynarodowe | Międzynarodowe | Międzynarodowe | Międzynarodowe | Międzynarodowe | Międzynarodowe | Międzynarodowe | Międzynarodowe | Międzynarodowe | Międzynarodowe |
| -------------------- | -------------- | -------------- | -------------- | -------------- | -------------- | -------------- | -------------- | -------------- | -------------- | -------------- | -------------- | -------------- | -------------- | -------------- | -------------- | -------------- | -------------- |
| Igrzyska olimpijskie |                |                |                | 12             |                |                |                |                |                |                |                |                |                |                |                |                |                |
| Mistrzostwa świata   |                |                |                | 10             |                |                |                |                |                |                |                |                |                |                |                |                |                |
| Nebelhorn Trophy     |                |                |                | 1              |                |                |                |                |                |                |                |                |                |                |                |                |                |
| Krajowe              |                |                |                |                |                |                |                |                |                |                |                |                |                |                |                |                |                |
| Mistrzostwa Kanady   | 2 J            |                |                | 3              |                |                |                |                |                |                |                |                |                |                |                |                |                |

### Z Sarah Fry
| Mistrzostwa Kanady | 1 N |